# Andrzej Seweryn

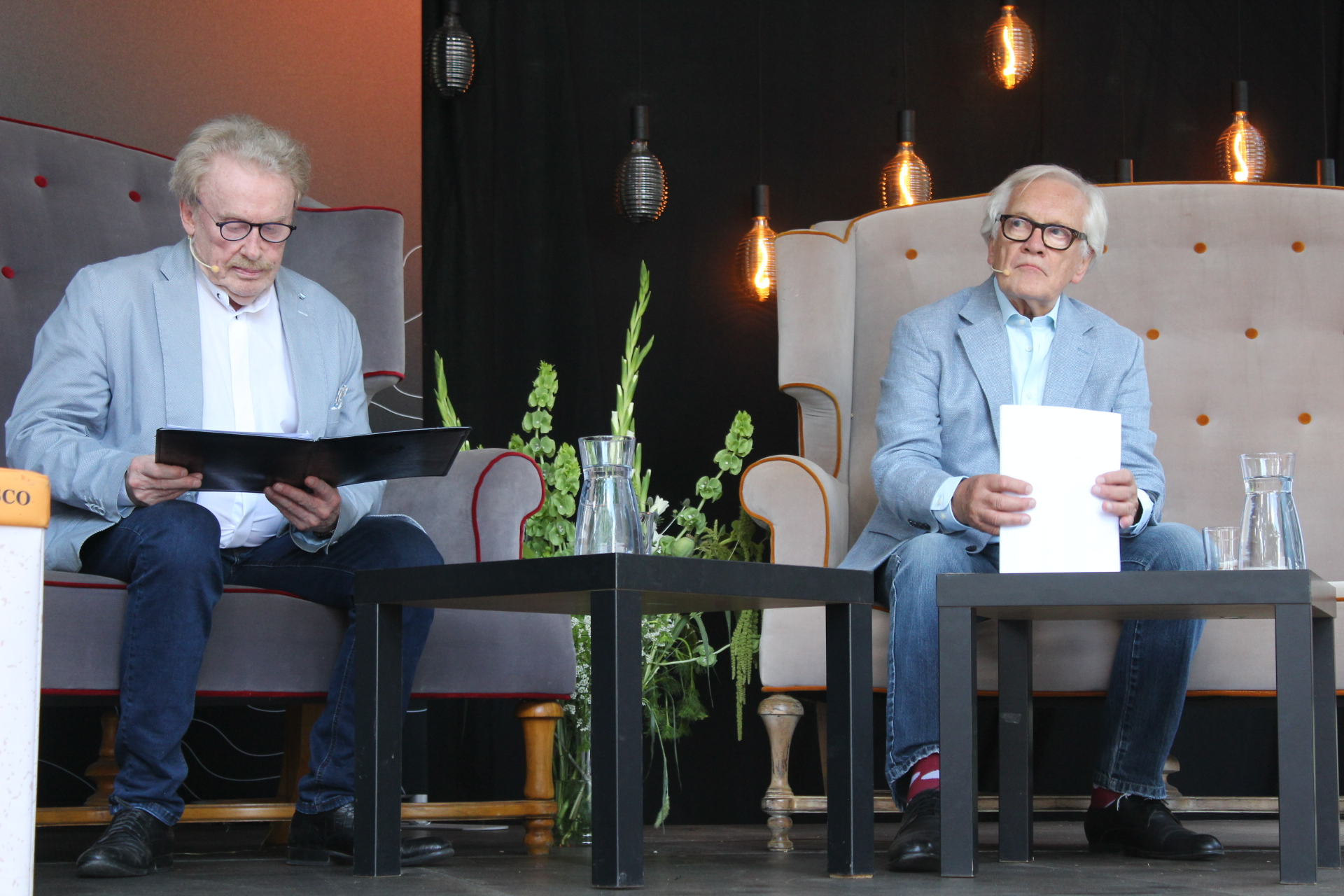
Daniel Olbrychski i Andrzej Seweryn

Andrzej Teodor Seweryn (ur. 25 kwietnia 1946 w Heilbronn) – polski aktor teatralny i filmowy, reżyser teatralny, od 2011 dyrektor naczelny Teatru Polskiego im. Arnolda Szyfmana w Warszawie.
Przez Gustawa Holoubka, Tadeusza Łomnickiego i Zbigniewa Zapasiewicza został w 1990 uznany za jednego z trzech największych polskich aktorów dramatycznych po 1965 (obok Piotra Fronczewskiego i Wojciecha Pszoniaka).

## Życiorys
Syn Zdzisława i Zofii. Urodził się w niemieckiej miejscowości Heilbronn, dokąd jego rodzice podczas II wojny światowej trafili na roboty przymusowe. Jego matka przez wiele lat pracowała jako garderobiana w Teatrze Polskim w Warszawie. Andrzej Seweryn w młodości należał do walterowców. Ukończył XLI Liceum Ogólnokształcące im. Joachima Lelewela w Warszawie. Absolwent Państwowej Wyższej Szkoły Teatralnej w Warszawie (1968), studiował na roku m.in. z Piotrem Fronczewskim.
W listopadzie 1968 został aresztowany za produkcję i kolportaż ulotek skierowanych przeciwko interwencji wojsk Układu Warszawskiego w Czechosłowacji. Został osadzony w tzw. więzieniu na Rakowieckiej w Warszawie. Zwolnienie uzyskał na mocy amnestii z lipca 1969. W drugiej połowie lat 70. prowadził zbiórkę pieniędzy na rzecz Komitetu Obrony Robotników, był inwigilowany przez funkcjonariuszy Służby Bezpieczeństwa PRL.
15 sierpnia 1968 zadebiutował jako aktor teatralny. Od tegoż roku do 1980 był członkiem zespołu aktorskiego Teatru Ateneum w Warszawie. W pierwszej połowie lat 70. wykładał na stołecznej PWST. Grywał w Teatrze Telewizji, większą rolę filmową otrzymał w 1970, gdy zagrał w Albumie polskim Jana Rybkowskiego. Wystąpił w wielu filmach Andrzeja Wajdy (Ziemia obiecana, Dyrygent, Pan Tadeusz, Zemsta), grał także m.in. u Agnieszki Holland, Stevena Spielberga, Jerzego Hoffmana i Jacka Bromskiego.
W 1980 wyjechał do Francji, gdzie pozostał w związku z wprowadzeniem w Polsce stanu wojennego. Został aktorem teatrów francuskich i kinowych produkcji filmowych. Zaangażowany – jako trzeci cudzoziemiec w historii teatru francuskiego – do jednego z najbardziej prestiżowych teatrów na świecie Comédie-Française (1993). W 1995 został 493. socjetariuszem Komedii Francuskiej, a w 2013 socjetariuszem honorowym (fr. sociétaire honoraire). Był profesorem w École nationale supérieure des arts et techniques du théâtre w Lyonie oraz w Conservatoire national supérieur d’art dramatique (CNSAD) w Paryżu. W 2006 zadebiutował jako reżyser filmowy swoim obrazem Kto nigdy nie żył… z Michałem Żebrowskim w roli głównej.
Na stałe do Polski powrócił w 2010 i zamieszkał w Warszawie. 1 stycznia 2011 objął stanowisko dyrektora Teatru Polskiego.
W 2000 został członkiem czynnym Polskiej Akademii Umiejętności. Był członkiem honorowego komitetu poparcia Bronisława Komorowskiego przed wyborami prezydenckimi w 2010 oraz w 2015.
W 2024 był jurorem w programie telewizyjnym TVN Czas na show. Drag me out.

## Życie prywatne
Był mężem Bogusławy Blajfer (1970–1973), następnie Krystyny Jandy (1974–1979), z którą ma córkę Marię Seweryn, również aktorkę. Jego trzecią żoną była Laurence Bourdil (1982–1987), z którą ma syna Yanna, a czwartą Mireille Maalouf (1988–2012), z którą ma syna Maximiliena. Piątą żoną aktora w 2015 została Katarzyna Kubacka. Jego krewnym był Wojciech Seweryn. Deklaruje się jako katolik.

## Filmografia

### Filmy fabularne[1][8]

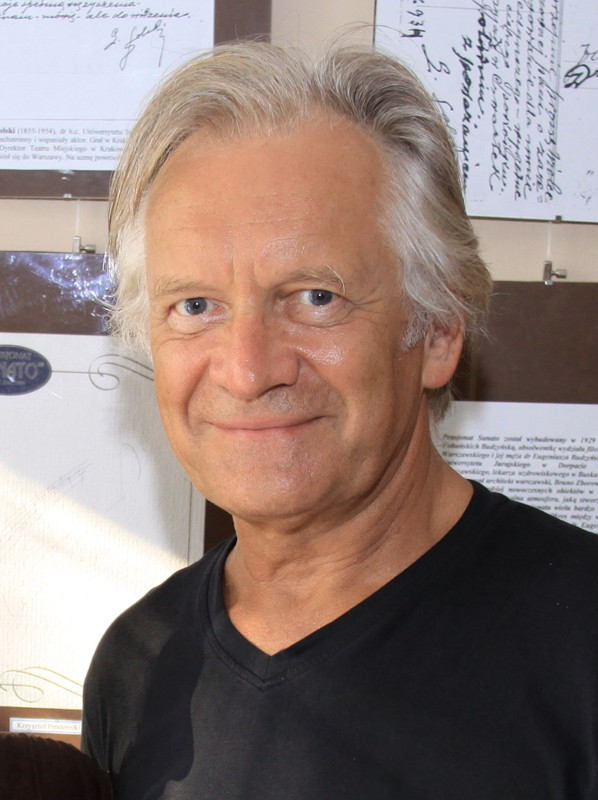
Andrzej Seweryn (2008)

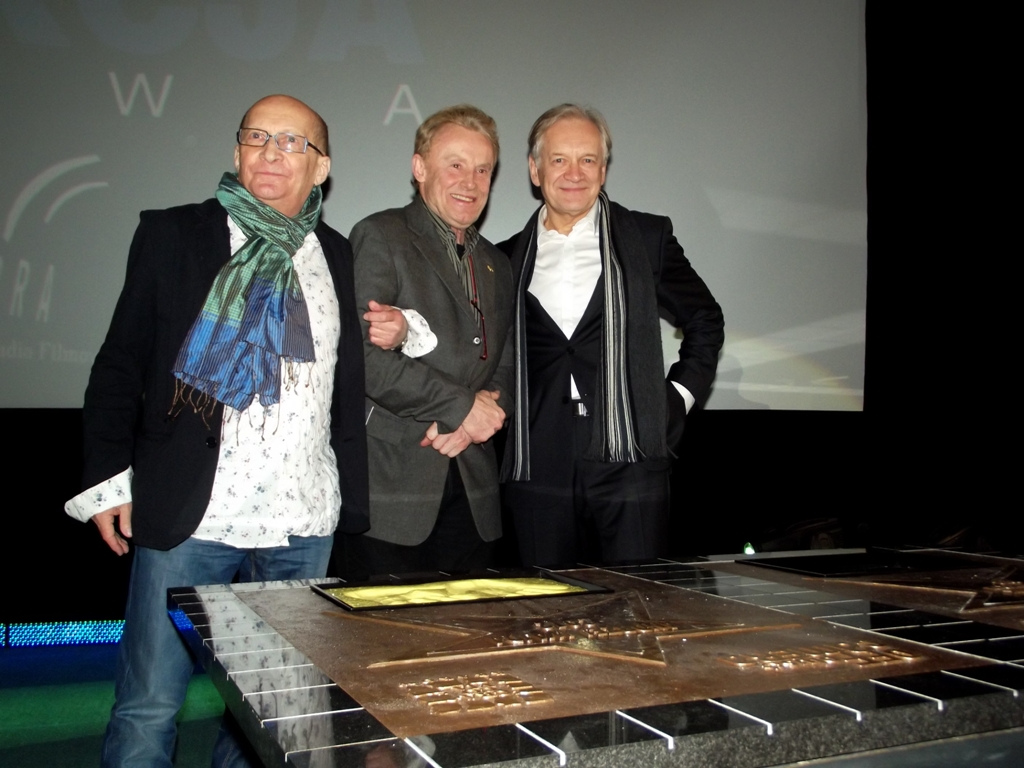
Wojciech Pszoniak, Daniel Olbrychski i Andrzej Seweryn (2012)

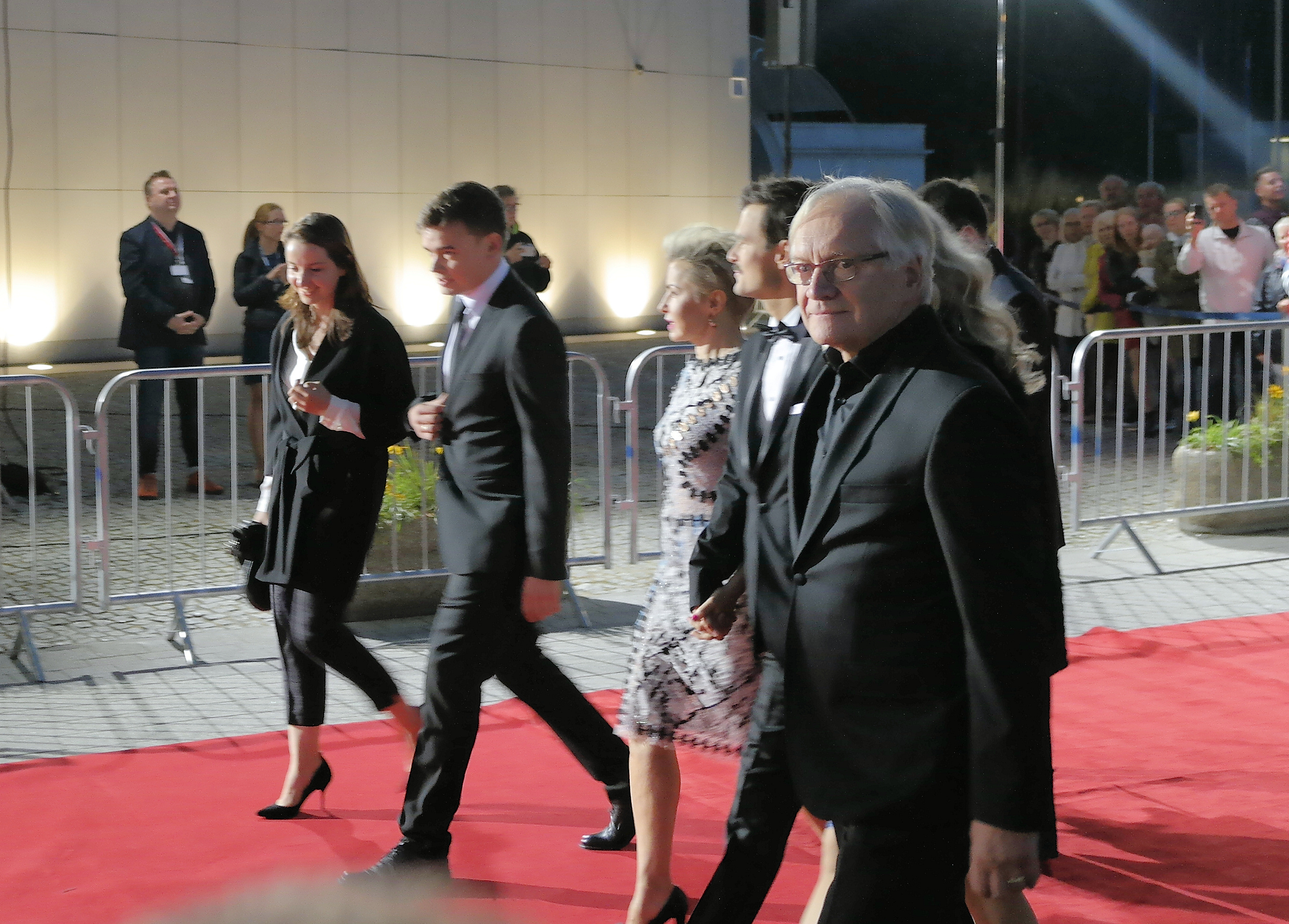
Andrzej Seweryn na Festiwalu Filmowym w Gdyni (2016)

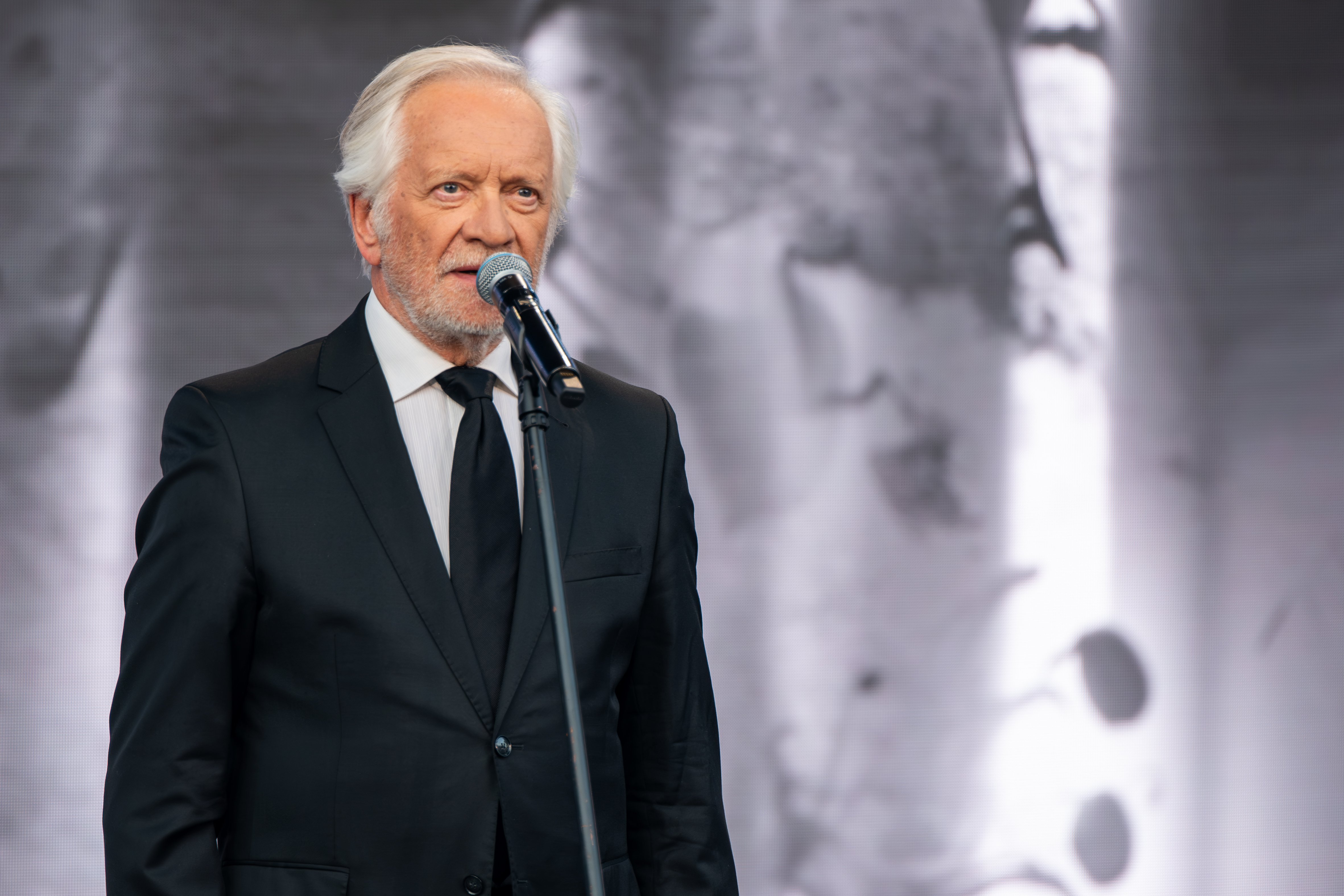
Andrzej Seweryn podczas występu na LXII KFPP w Opolu (2025)

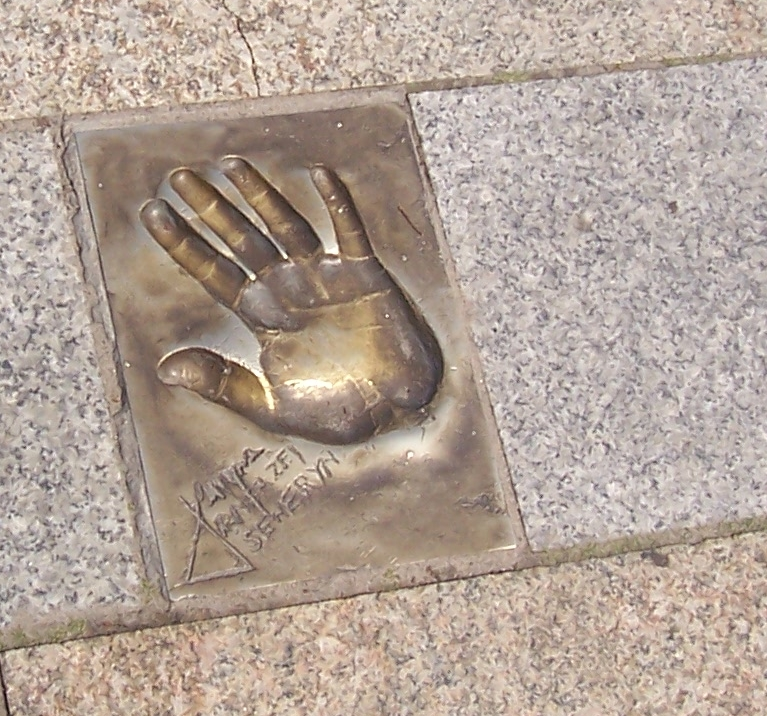
Odcisk dłoni na Promenadzie Gwiazd w Międzyzdrojach

- 1964: Beata jako uczeń w klasie Beaty
- 1968: Wniebowstąpienie jako Niemiec
- 1970: Album polski jako Tomek
- 1973: Dziewczyna i gołębie jako Stach, brat Edka
- 1973: Przejście podziemne jako Michał
- 1974: Ziemia obiecana jako Maks Baum
- 1975: Noce i dnie jako Anzelm Ostrzeński, syn Michaliny i Daniela
- 1975: Zaklęte rewiry jako Henek (głos)
- 1975: Opadły liście z drzew jako Smukły
- 1975: Obrazki z życia jako prawdziwy literat
- 1976: Człowiek z marmuru jako lektor
- 1977: Granica jako Zenon Ziembiewicz
- 1978: Roman i Magda jako Roman Barwiński
- 1978: Bestia jako ksiądz
- 1978: Bez znieczulenia jako Jacek Rościszewski
- 1979: Golem jako lekarz „tworzący” Pernata
- 1979: Kung-fu jako Marek Kamiński
- 1979: Dyrygent jako Adam Pietryk
- 1979: Manchmal besucht der Neffe die Tante jako Diener
- 1981: Człowiek z żelaza jako kapitan Wirski
- 1981: Dziecinne pytania jako Bogdan
- 1982: Danton jako Bourdon
- 1982: Rosa
- 1983: Marynia jako Edward Bukacki
- 1984: Haute Mer
- 1986: Kobieta mego życia jako Bernard
- 1986: La Coda del diavolo jako Optyk
- 1986: Qui trop embrasse… jako L'ami d'Anne
- 1987: Na srebrnym globie jako Marek
- 1989: Rewolucja francuska jako Maximilien de Robespierre
- 1990: La bonne âme du Setchouan jako Wang
- 1991: Wyrok jako Giovanni Malatesta
- 1992: Indochiny jako Hebrard
- 1993: Amok jako Steiner
- 1993: Lista Schindlera jako Julian Scherner
- 1994: Podróż na wschód jako Jakub
- 1995: Całkowite zaćmienie jako Maute De Fleurville
- 1997: Lucie Aubrac jako pułkownik Schlondorff
- 1997: Gąszcz jako Andrzej
- 1997: Genealogia zbrodni jako Christian
- 1998: Billboard jako dyrektor agencji reklamowej
- 1999: Pan Tadeusz jako Sędzia Soplica
- 1999: Ogniem i mieczem jako Jeremi Wiśniowiecki
- 2000: Prymas. Trzy lata z tysiąca jako Stefan Wyszyński
- 2002: Zemsta jako Rejent Milczek
- 2003: Par amour jako François
- 2003: Dom Juan jako Dom Juan
- 2004: Jak dwie krople wody jako profesor Cardoze
- 2006: Kto nigdy nie żył… jako ordynator
- 2007: Cyrano de Bergerac jako hrabia de Guiche
- 2007: Nightwatching jako Piers Hasselburg
- 2007: L'âge de l’amour jako André
- 2008: Możliwość wyspy jako Slotan
- 2008: Fanny jako panisse
- 2009: Les précieuses ridicules jako Mascarille / La Grange
- 2010: Różyczka jako Adam Warczewski vel Janusz Wajner
- 2011: Uwikłanie jako prezes Witold
- 2012: Bitwa pod Wiedniem jako Jan Andrzej Morsztyn
- 2012: Sęp jako prof. Reatorski
- 2016: Ostatnia rodzina jako Zdzisław Beksiński
- 2018: Solid Gold jako Tadeusz Kawecki
- 2019: Czarny mercedes jako hrabia Leon Przewiedzki
- 2020: Zieja jako ksiądz Jan Zieja
- 2022: Śubuk jako sąsiad Feliks
- 2022: Niebezpieczni dżentelmeni jako Joseph Conrad
- 2022: Liczba doskonała jako Joachim
- 2023: Ukryta sieć jako Henryk Wójcicki
- 2023: Kos jako Duchnowski
- 2023: Przysięga Ireny jako Schultz
- 2023: Doppelgänger. Sobowtór jako Roman Wieczorek

### Seriale[1]
- 1972: Chłopi jako Michał, bratanek organisty
- 1973: Wielka miłość Balzaka jako przyjaciel Balzaca
- 1973: Stawiam na Tolka Banana jako Szymek Krusz vel Tolek Banan (głos)
- 1975: Dyrektorzy jako inżynier Krzysztof Szymczak
- 1975: Ziemia obiecana jako Maks Baum
- 1976: Polskie drogi jako Sturmbahnfuhrer Kliefhorn
- 1977: Noce i dnie jako Anzelm Ostrzeński, syn Michaliny i Daniela
- 1978: Rodzina Połanieckich jako Edward Bukacki
- 1979: Najdłuższa wojna nowoczesnej Europy jako Hipolit Cegielski
- 1989: The Mahabharata jako Yudhishthira
- 1990: Napoleon jako Aleksander III Romanow
- 1994: Syn szewca jako Célestin
- 2000: Ogniem i mieczem jako Jeremi Wiśniowiecki
- 2007: Ekipa jako prezydent Julian Szczęsny
- 2008: 39 i pół jako dyrektor teatru
- 2017: Ucho Prezesa jako Jarosław, wicepremier, minister szkolnictwa wyższego
- 2018: Rojst jako Witold Wanycz
- 2018: Nielegalni jako Hans Jorgensen
- 2020: Król jako prokurator Jerzy Ziembiński
- 2021: Rojst’97 jako Witold Wanycz
- 2022: Królowa jako Sylwester Borkowski vel Bork[21]
- 2023: Mój agent jako on sam
- 2024: Rojst. Millenium jako Witold Wanycz

### Reżyser[1]
- 2006: Kto nigdy nie żył…

## Odznaczenia i wyróżnienia

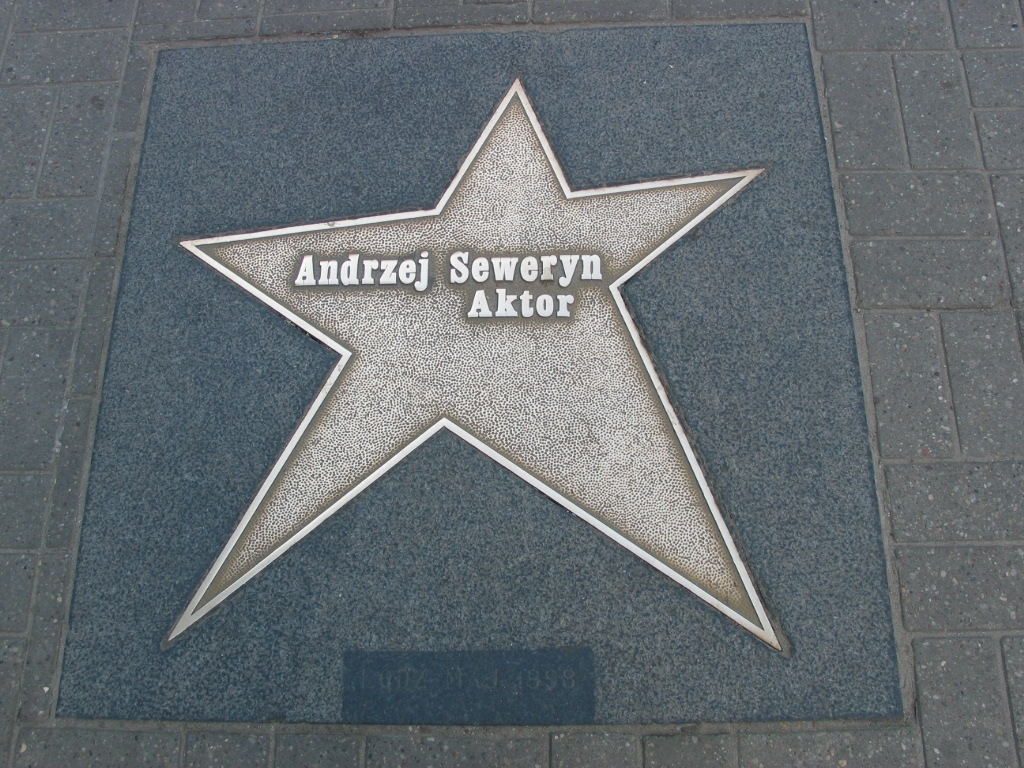
Gwiazda w Alei Gwiazd w Łodzi

- 1980 – Srebrny Niedźwiedź za rolę w Dyrygencie na Międzynarodowym Festiwalu Filmowym w Berlinie
- 1994 – Główna nagroda aktorska za rolę w Amoku na Międzynarodowym Festiwalu Filmowym w Kairze
- 1994 – Order Sztuki i Literatury (Francja)
- 1996 – Nagroda Sekcji Krytyków Teatralnych PO ITI
- 1997 – Krzyż Oficerski Orderu Odrodzenia Polski[22]
- 1999 – Narodowy Order Zasługi (Francja)
- 2000 – Nagroda Telewizji Polskiej za rolę w filmie Prymas. Trzy lata z tysiąca na 25. Festiwalu Polskich Filmów Fabularnych
- 2001 – Nagroda Złotej Kaczki za rolę w filmie Prymas. Trzy lata z tysiąca
- 2006 – Złoty Medal „Zasłużony Kulturze Gloria Artis”
- 2006 – Legia Honorowa (Francja)
- 2008 – Krzyż Komandorski Orderu Odrodzenia Polski[23]
- 2009 – Nagroda Specjalna im. Zbyszka Cybulskiego (odmówił jej przyjęcia, nie zgadzając się z uzasadnieniem werdyktu jury)[24]
- 2014 – Nagroda im. Tadeusza Boya-Żeleńskiego
- 2016 – Srebrny Lampart za rolę w Ostatniej rodzinie (reż. Jan P. Matuszyński) na Międzynarodowym Festiwalu Filmowym w Locarno[25]
- 2016 – Nagroda za pierwszoplanową rolę męską (Zdzisława Beksińskiego w filmie Ostatnia rodzina) na 41. Festiwalu Filmowym w Gdyni[26]
- 2017 – Orzeł za najlepszą główną rolę męską (Zdzisława Beksińskiego w filmie Ostatnia rodzina)[1]
- 2017 – Kamień Optymizmu oraz tytuł Aktora NieZwykłego na Festiwalu Filmów-Spotkań NieZwykłych w Sandomierzu[27]
- 2018 – Odznaka Honorowa „Zasłużony dla Mazowsza”[28]
- 2023 – Orzeł za najlepszą drugoplanową rolę męską (sąsiada Feliksa w filmie Śubuk)[29].
- 2024 – tytuł Honorowego obywatela Łodzi[30]